# Юридические объединения свидетелей Иеговы
Для продвижения своих религиозных целей организация свидетелей Иеговы использует ряд юридических лиц, которые издают литературу и выполняют другие хозяйственные и административные функции. Старейшее и наиболее известное среди них — это «Общество Сторожевой башни».

## Общество Сторожевой Башни, Библии и трактатов Пенсильвании
«Общество Сторожевой Башни, Библии и трактатов Пенсильвании» (англ. Watch Tower Bible and Tract Society of Pennsylvania) — некоммерческая организация с главным управлением в городе Уорик (штат Нью-Йорк, США). Является основным юридическим лицом, используемым свидетелями Иеговы во всём мире. Общество было основано в 1881 году промышленником и филантропом из Питтсбурга Уильямом Генри Конли, ставшим первым президентом общества, и Чарльзом Тейзом Расселом, ставшим секретарём-казначеем, а 15 декабря 1884 года было зарегистрировано как «Общество Сионской Сторожевой Башни и трактатов» в Пенсильвании, где президентом значился Ч. Рассел. В 1896 году официально переименовано в «Общество Сторожевой Башни, Библии и трактатов». Является обладателем авторских прав большей части публикаций, изданных свидетелями Иеговы.
Руководство
На 2014 год
- Президент — Роберт Сиранко[англ.]
- Вице-президенты: Роберт Уаллен, Уильям Маленфант
- Секретарь/казначей — Ричард Абрахамсон
- Директора: Денни Бланд, Филипп Уилькокс, Джон Уишик

Названия
- «Общество Сионской Сторожевой Башни и трактатов» (англ. Zion’s Watch Tower Tract Society) (1881—1896)
- «Общество Сторожевой Башни, Библии и трактатов» (англ. Watch Tower Bible and Tract Society) (1896—1955)
- «Общество Сторожевой Башни, Библии и трактатов Пенсильвании» (англ. Watch Tower Bible and Tract Society of Pennsylvania) (с 1955)

## Юридические лица в США

### Общество Сторожевой Башни, Библии и трактатов Нью-Йорка
«Общество Сторожевой Башни, Библии и трактатов Нью-Йорка» (англ. Watchtower Bible and Tract Society of New York, Inc.) — юридическое лицо, используемое свидетелями Иеговы, которое занимается административными вопросами (например, распоряжается недвижимостью в Соединенных Штатах). Чаще всего выступает в качестве самостоятельного издательства публикаций свидетелей Иеговы, либо в сотрудничестве с другими издательствами. Уставная цель организации: «Благотворительные, гуманитарные, научные, исторические, издательские и религиозные цели; нравственное и духовное развитие мужчин и женщин, распространение библейских истин на разных языках с помощью публикаций буклетов, брошюр и других религиозных текстов, а также религиозная миссионерская деятельность».
Изначально организация называлась «Объединения народных проповедников» (англ. Peoples Pulpit Association) и была зарегистрирована в 1909 году при переводе главного управления свидетелей Иеговы в Бруклин (Нью-Йорк). В 1939 года была переименована в «Общество Сторожевой Башни, Библии и трактатов» (англ. Watchtower Bible and Tract Society, Inc.), а в 1956 году название было изменено на «Общество Сторожевой Башни, Библии и трактатов Нью-Йорка» (англ. Watchtower Bible and Tract Society of New York, Inc.). До 2000 года президентом одновременно для двух юридических лиц «Общество Сторожевой Башни, Библии и трактатов Пенсильвании» и «Общество Сторожевой Башни, Библии и трактатов Нью-Йорка», а также организации «Британское международное библейское общество» должен был быть член Руководящего совета Свидетелей Иеговы. Но в 2001 году было принято решение, что руководителями юридических объединений могут быть и не член Руководящего совета.
Руководство
На 1 апреля 2012 года
- Президент — Леон Уивер мл.
- Секретарь — Герри Ф. Симонис

### Христианское собрание свидетелей Иеговы
«Христианское собрание свидетелей Иеговы» (англ. Christian Congregation of Jehovah’s Witnesses, Inc.) — юридическое лицо, учреждённое для организации и руководства среди свидетелей Иеговы в США. Было зарегистрировано 21 августа 2000 года в штате Нью-Йорк как «внутренняя некоммерческая организация» в округе Патнам. Организация также была зарегистрирована в штате Флорида 3 марта 2006 года как «иностранная некоммерческая организация» (Иностранная организация — термин, используемый в США, применяемый к существующим корпорациям, которые зарегистрированы не в США, но для ведения бизнеса или другой деятельности в определённом штате США) в округе Коллиер.
Как было объявлено на собраниях свидетелей Иеговы в январе 2001 года, «Христианское собрание свидетелей Иеговы» — это юридическое объединение, используемое комитетом филиала, который руководит проповеднической деятельностью свидетелей Иеговы в США, на Бермудских островах и на Терксе и Кайкосе.
Как и другие юридические лица свидетелей Иеговы, «Христианское собрание свидетелей Иеговы» может контактировать непосредственно с любым разъездным старейшиной, местным советом старейшин, частным лицом или может назначать кого-либо, контактировать от его имени. Кто-либо из них может выступать в роли представителя, действуя в соответствии с четкими указаниями Руководящего совета.

### Другие
Реорганизация в 2000 году привела к созданию нескольких дополнительных юридических лиц для нужд филиала Свидетелей Иеговы в США. С тех пор большей частью переписки с собраниями и отдельными лицами в США занимается юридическое объединение «Христианское собрание свидетелей Иеговы».
Также были созданы другие юридические лица:
- «Религиозный орден свидетелей Иеговы, Нью-Йорк» (англ. Religious Order of Jehovah’s Witnesses, New York) — организация, зарегистрированная в 2000 году, занимающаяся полновременными служителями, добровольцам Вефиля, миссионерами, разъездными надзирателями, специальными пионерами и Залами конгрессов.
- «Служба поддержки Царства, Нью-Йорк» (англ. Kingdom Support Services, Inc., New York) — организация, зарегистрированная в 2000 году, занимающаяся строительством Залов Царства и Залов конгрессов, другими техническими потребностями и транспортом.

## Юридические лица вне США

### Ассоциация Международных Исследователей Библии
«Ассоциация международных исследователей Библии» (англ. International Bible Students Association) — некоммерческая организация, используемая свидетелями Иеговы в Великобритании для издательства и распространения религиозной литературы. Её задача заключается в «продвижении христианской веры, путём духовной и материальной поддержки собраний свидетелей Иеговы и других в Великобритании и за рубежом в рамках благотворительных целей Ассоциации».
Основана в 1914 году как юридическое объединение Исследователей Библии Ч. Т. Расселом в Лондоне и была первой юридической организацией, занимающейся религиозной деятельностью Рассела в Европе. В 1917 году Общество Сторожевой Башни заявило, что «Ассоциация Международных Исследователей Библии» вместе с двумя другими юридическими объединениями в Пенсильвании и Нью-Йорке, «были организованы для одинаковых целей, и они слажено сотрудничают друг с другом».

### Германия
Деятельностью свидетелей Иеговы в Германии руководит «Общество Сторожевой башни, Библии и трактатов свидетелей Иеговы, Зельтерс/Таунус» (нем. Wachtturm Bibel- und Traktat-Gesellschaft der Zeugen Jehovas, e.V., Selters/Taunus), расположенное в общине Зельтерс в Таунусе (земля Гессен).
Главный офис свидетелей Иеговы в Германии расположен в Берлине и является вторым юридическим лицом свидетелей Иеговы в Германии, имеющим статус публично-правовой корпорации, согласно немецкому законодательству. «Публично-правовая корпорация Свидетелей Иеговы в Германии» (нем. Jehovas Zeugen in Deutschland, KdÖR) является исполнительным органом немецкого отделения Общества Сторожевой башни и обслуживает местные собрания свидетелей Иеговы. Каждый крещённый свидетель Иеговы, постоянно проживающий на территории Германии, автоматически становится членом данной публично-правовой корпорации. Согласно немецкому праву, каждая публично-правовая корпорация наделена правом собирать со своих членов членские взносы. Свидетели Иеговы этим правом не пользуются.

### Другие
Со времени создания «Ассоциации Международных Исследователей Библии» с разрешения Руководящего совета были зарегистрированы многие другие юридические объединения по всему миру, которые используются для потребностей свидетелей Иеговы, содействуя деятельности соответствующих филиалов организации в разных странах. Некоторые из них:
- Управленческий центр свидетелей Иеговы в России (Россия)
- Релігійний центр свідків Єгови в Україні (Украина)
- Watchtower Bible & Tract Society Of Australia, Inc. (Австралия)
- Testigos de Jehová de Venezuela, La Victoria (Венесуэла)
- Świadkowie Jehowy w Polsce (Польша)

В некоторых странах свидетели Иеговы используют название «Христианское собрание свидетелей Иеговы» или похожие в переводах на местные языки. В 2005 году филиал в Канаде начал указывать это название в большей части корреспонденции, сохраняя «Общество Сторожевой Башни, Библии и трактатов Канады» для других функций. В Мексике юридическое лицо называется «Congregación Cristiana de los Testigos de Jehová». Объединение «Христианское собрание свидетелей Иеговы» представлено дочерними организациями в странах Содружества.